# سیمران (فیلم)
سیمران (به هندی: Simran) فیلمی محصول سال ۲۰۱۷ و به کارگردانی هانسال مهتا است. در این فیلم بازیگرانی همچون کانگانا رانوت، شوم شاه، هیتن کومار و کیشوری شاهانه ایفای نقش کرده‌اند.